# Gladde haarmuts
Gladde haarmuts (Orthotrichum striatum) is een mossoort uit het geslacht haarmuts (Orthotrichum).

## Determinatie
Scheuten en bladeren
Dit mos, dat meestal alleen aan bomen groeit, vormt met zijn sterke planten losse kussens van 0,5–4,5 cm hoog. De stengels zijn gevorkt of vertakt in plukjes. De bladeren zijn lancetvormig, scherp gepunt vanaf de eivormige basis, hebben opgerolde bladranden, zijn vaak wat getand aan de bladtop en hebben een tot aan de bladtop reikende bladnerf.
Bladcellen
Bladcellen hebben eenvoudige papillen, zijn rond-ovaal in het bovenste deel van het blad, ongeveer 10–12 µm groot. De cellen van de bladbasis zijn lang rechthoekig tot lineair met ingesprongen celranden naast de bladnerf, naar de randen toe zijn ze korter en vierkanter.
Sporofyt
Het eivormige tot eivormige, geelachtige sporenkapsel met dunwandige, gelige  sporenkapsel is in de bladeren verzonken en blijft ook in droge toestand ongestreept. Het heeft faneropore (niet verzonken) huidmondjes aan de basis. De korte seta is maximaal 0,6 mm lang. De dubbele peristoom bestaat uit de 16 buitenste lineair-lancetvormige individuele tanden, die dichte bezet zijn met papillen  en in droge toestand boogvormig teruggebogen zijn, evenals 16 gele, papillose binnenste wimpers. De klokvormige, geelachtige calyptra is spaarzaam kort behaard. Sporen zijn sterk papillose en 18–28 µm groot. De rijpheid van de sporen is rond mei. Het mos is eenhuizig.

## Ecologie
Gladde haarmuts groeit hoofdzakelijk als epifytische pioniersoort op de eutrofe schors van solitaire bomen en bomen in open bossen. Soms komt ze ook als epiliet op rotsen voor. In jonge wilgen-, populieren- en eikenbossen kan de soort soms hoge bedekkingen bereiken.

### Syntaxonomie
In de syntaxonomie staat gladde haarmuts te boek als kensoort voor de boomsterretje-associatie.

## Verspreiding
Gladde haarmuts kent een kosmopolitische verspreiding. In Europa komt het deels algemeen voor en komt voor van het laagland tot aan de bomengrens. De soort is echter gevoelig voor luchtverontreiniging, waardoor de populaties afnemen en ook de grootte van de planten is afgenomen ten opzichte van voorheen. Buiten Europa zijn er waarnemingen bekend uit Pakistan, Kasjmir, Noordoost-China; ook in Noord-Afrika, op de Canarische Eilanden en in het noordwesten van Noord-Amerika.
In Nederland is gladde haarmuts algemeen.

## Fotogalerij

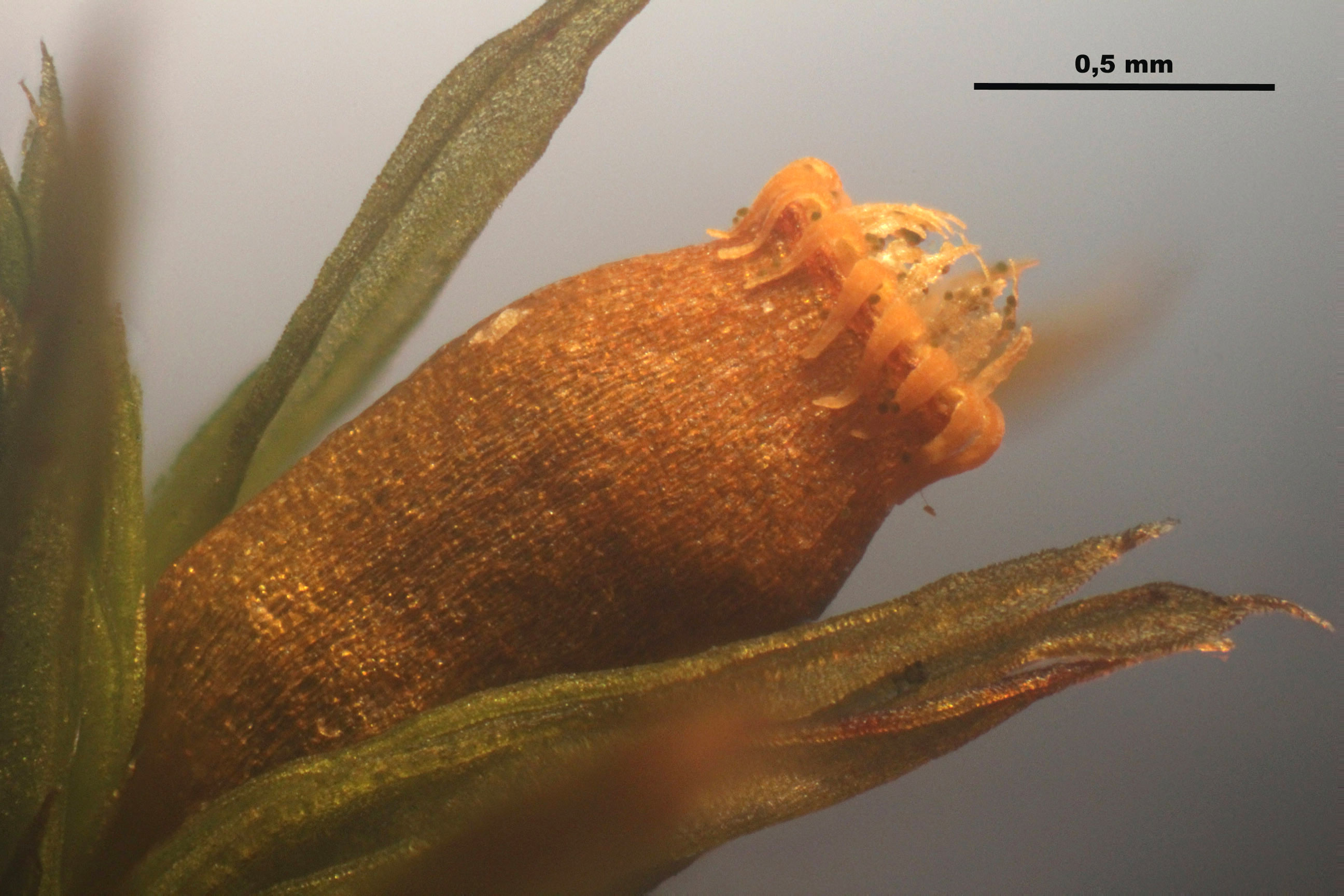
Peristoom
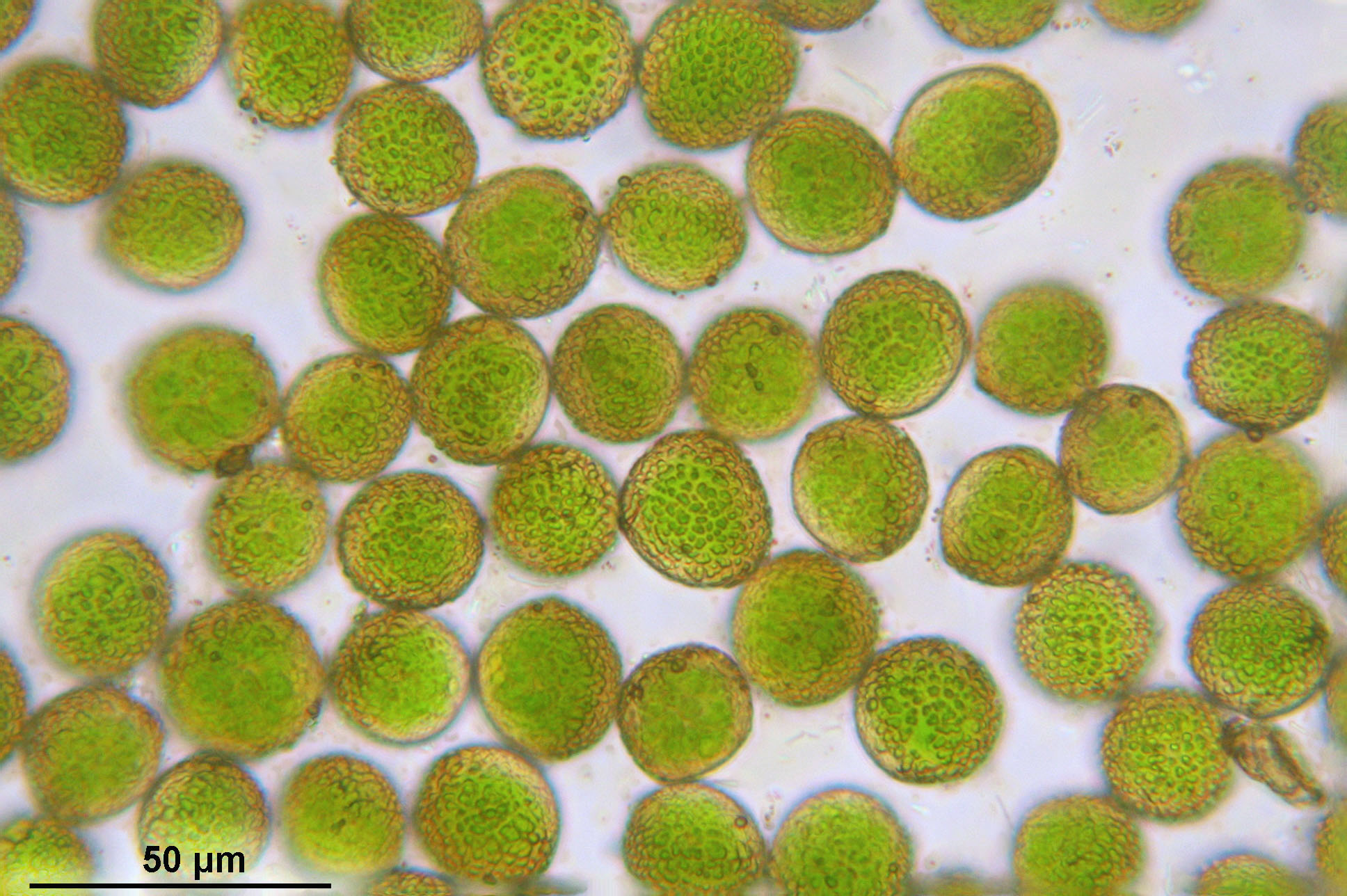
Sporen